# Evangeliska kyrkan i Kongo
Evangeliska kyrkan i Kongo, Église Évangélique du Congo (EEC) är Kongo-Brazzavilles största protestantiska trossamfund, med omkring 200 000 medlemmar i över 100 lokala församlingar.
EEC har sina rötter i det missionsarbete som Svenska Missionsförbundet bedrev från början av 1900-talet. Den första missionsstationen, Madzia missionsstation, startades 1909 i byn Madzia av missionären Johan Hammar. Missionen växte sedan de följande decennierna, i samarbete med bland annat Det Norske Misjonsforbund och 15 juli 1961 blev EEC en egen fristående systerkyrka till de skandinaviska missionsförbunden.
I slutet av 1940-talet svepte en väckelse fram genom EEC, under karismatiska ledare som Daniel Ndoundou. Senare, under marxism–leninismen på 1960-talet, när regimen hotade att stänga kyrkorna, samlade sig många av dem (inklusive EEC) och bildade det ekumeniska rådet i Kongo.
Idag bedriver man ett omfattande evangeliskt (med bland andra Teologiska Fakulteten i Mansimou och Ngouedis Bibelinstitut) och socialt (hälso- och sjukvård, aidsprevention, fattigdomsbekämpning med mera) arbete. Församlingarna i Brazzaville är stora, ofta med flera tusen medlemmar. En av dem kunde 2009 inviga ”Hundraårstemplet”, till minne av missionens start 1909.
EEC är medlem av Ekumeniska kristna rådet i Kongo (COECC), All Africa Conference of Churches (AACC), World Communion of Reformed Churches och Kyrkornas världsråd.

## Missionsföreståndare
- Jaspard Kimpolo
- Raymond Buana Kibongi
- Jean Mboungou
- Alphonse Mbama
- Patrice N’Souami (sedan 2005).